# Минин, Яков Киреевич
Я́ков Кире́евич Ми́нин (22 апреля 1922; деревня Шерстин Речковской волости Гомельского уезда Гомельской губернии — 15 июня 1985; город Москва) — лётчик, Герой Советского Союза (1944), майор (1975).

## Биография

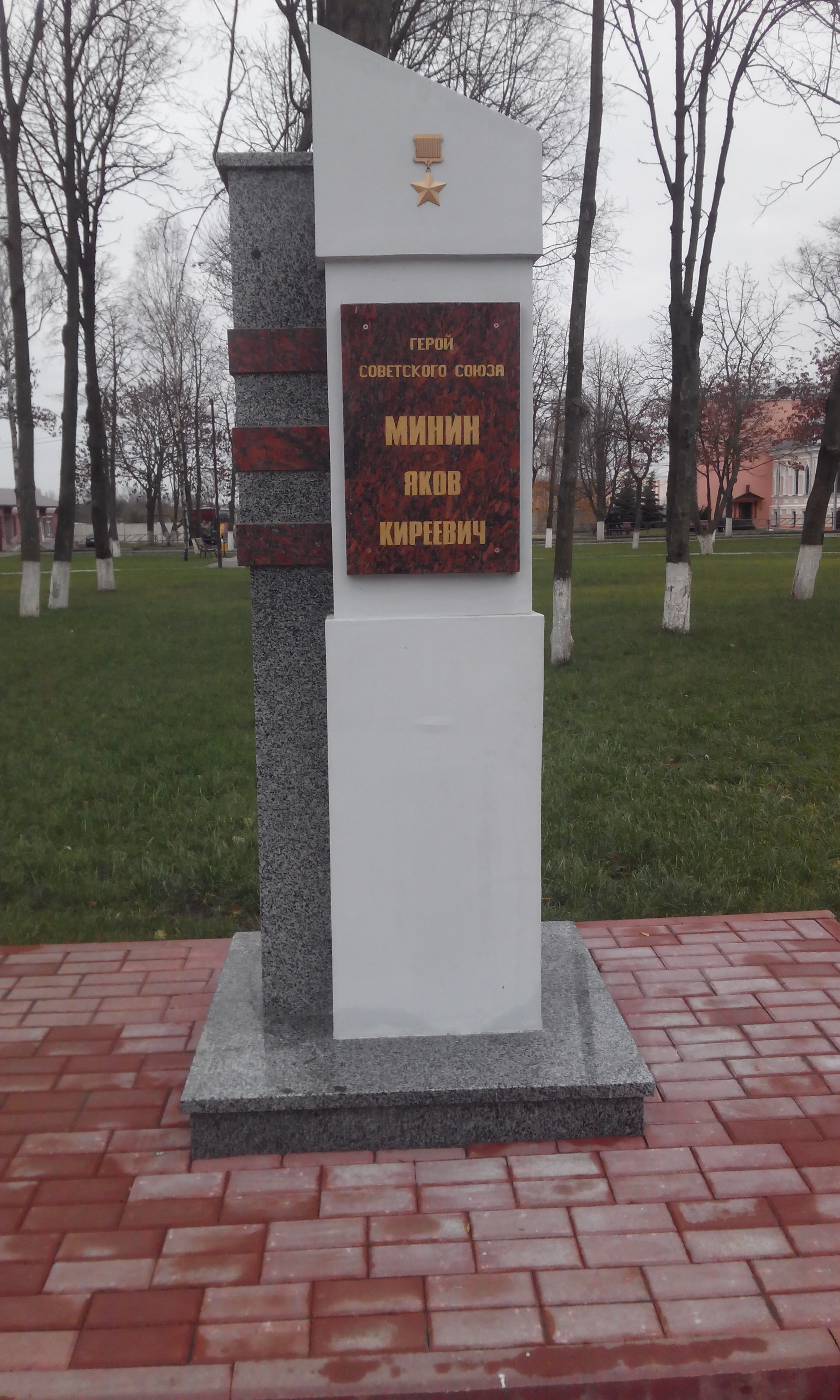
Стела в честь Я. К. Минина на Аллее Героев — знаменитых уроженцев Ветковского района.

Родился 22 апреля 1922 года в деревне Шерстин Речковской волости Гомельского уезда Гомельской губернии. В 1937 году окончил 7 классов школы, в 1939 году — 3 курса Гомельского автомобильного техникума и Гомельский аэроклуб.
В армии с октября 1939 года. В 1942 году окончил Тамбовскую военную авиационную школу лётчиков.
Участник Великой Отечественной войны: в январе 1943 — феврале 1944 — лётчик, старший лётчик, командир звена 667-го штурмового авиационного полка.
Воевал на Калининском, Северо-Западном, Воронежском, Степном и 2-м Украинском фронтах.

Участвовал в Великолукской операции, ликвидации демянского плацдарма, Харьковской операции, Курской битве, Белгородско-Харьковской, Кировоградской и Корсунь-Шевченковской операциях.
Совершил 104 боевых вылета на штурмовике Ил-2 для нанесения ударов по живой силе и технике противника, в 19 воздушных боях сбил лично 3 и в составе группы 4 самолёта противника.
Указом Президиума Верховного Совета СССР «О присвоении звания Героя Советского Союза офицерскому составу военно-воздушных сил Красной Армии» от 4 февраля 1944 года за «образцовое выполнение боевых заданий командования на фронте борьбы с немецкими захватчиками и проявленные при этом отвагу и геройство» был удостоен звания Героя Советского Союза с вручением ордена Ленина и медали «Золотая Звезда».
В феврале 1944 года был тяжело ранен, в результате чего на фронт не вернулся. В мае-декабре 1944 — командир звена 129-й отдельной авиационной эскадрильи связи (в Харьковском военном округе), совершил 88 вылетов на линию фронта на самолётах По-2 и С-2. В январе 1945 года окончил Курсы высшей лётной подготовки ГВФ. С января 1945 — лётчик 2-го авиационного транспортного полка ГВФ. На самолётах Ли-2 и С-47 выполнял полёты на линию фронта.
После войны служил лётчиком в военно-транспортной авиации. В сентябре 1946 года вышел в запас в звании старшего лейтенанта.
С 1946 года работал командиром корабля в ГВФ: в 1-й авиатранспортной группе ГВФ (во Внуково), Узбекском управлении ГВФ (1949—1950) и Восточно-Сибирском управлении ГВФ (1950—1959); летал на самолётах Ил-12 и Ту-104.
В 1959—1961 — лётчик-испытатель Научно-исследовательского института ГВФ; участвовал в испытаниях пассажирских самолётов. В 1960 году на самолёте Ту-104Е в качестве второго пилота установил 6 мировых авиационных рекордов скорости. В 1960 году окончил Курсы высшей лётной подготовки ГВФ, в 1968 году — заочно 2 курса Академии гражданской авиации.

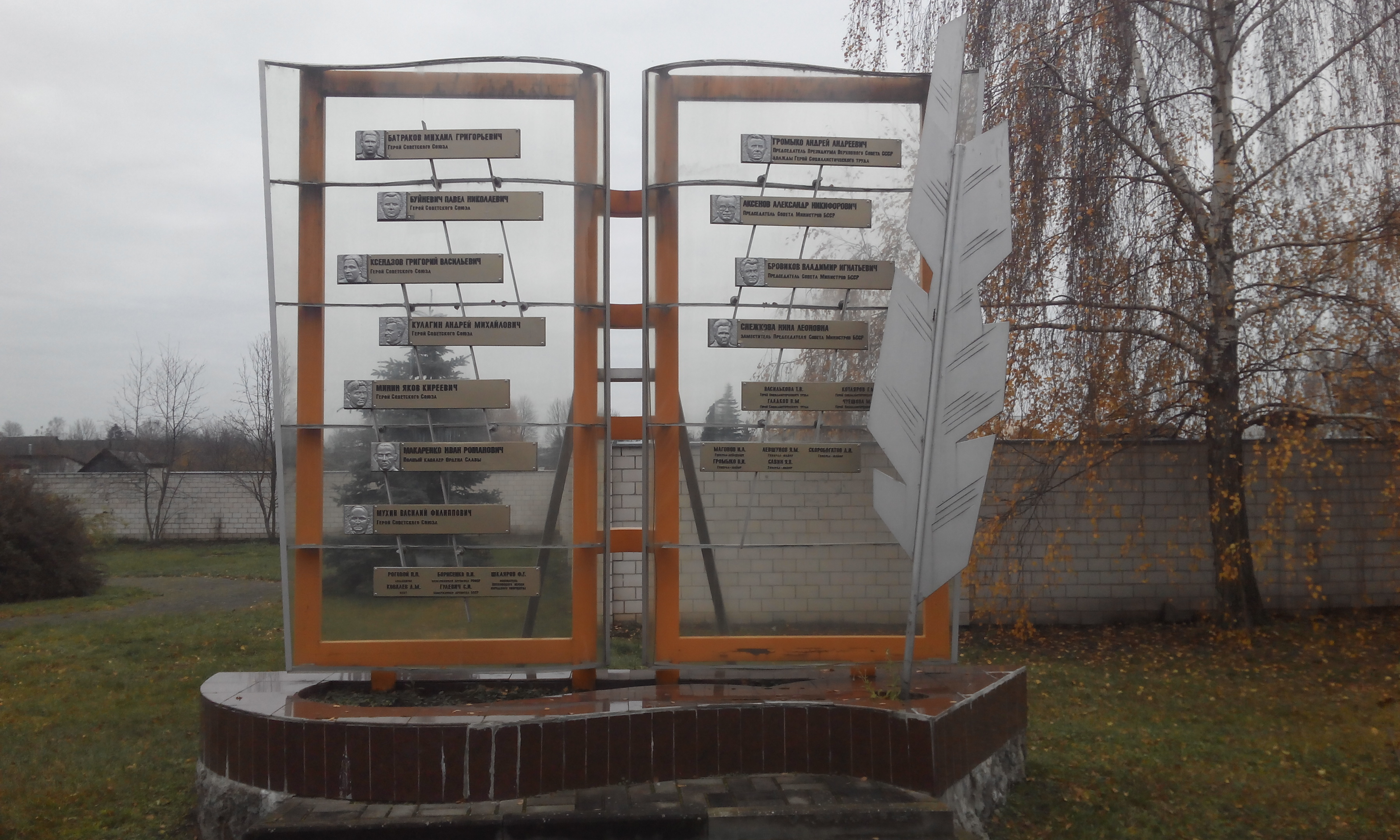
Памятник известным уроженцам Ветковского района в Ветке (Гомельской области)

В 1961—1966 — командир корабля Московского транспортного управления ГВФ, в 1966—1978 — командир корабля в Управлении международных воздушных линий; летал на самолётах Ту-114 и Ил-62.
В 1978—1980 — заведующий лабораторией кафедры химии и технологии смазочных материалов в Московском институте нефтехимической и газовой промышленности.

Могила Якова Минина

Жил в Москве. Умер 15 июня 1985 года. Похоронен на Донском кладбище в Москве.

## Награды и звания
- Герой Советского Союза (4.02.1944)
- Орден Ленина (4.02.1944)
- Орден Красного Знамени (19.09.1943)
- Два ордена Отечественной войны I степени (20.07.1943; 11.03.1985)
- Орден Трудового Красного Знамени (15.08.1966)
- Орден Красной Звезды (22.05.1943)
- Орден «Знак Почёта» (7.01.1953)
- Медали

## Память
- В селе Шерстин Гомельской области его имя носит школа, где он учился.
- В городе Гомель на здании бывшего аэроклуба установлена мемориальная доска.
- Барельеф с именем на памятнике известным уроженцам Ветковского района. Памятник в форме раскрытой книги установлен в Ветке (Гомельская область).
- Стела в честь Я. К. Минина на Аллее Героев — знаменитых уроженцев Ветковского района. Расположена в Ветке (Гомельская область), на центральной площади.